# Deutsche Badmintonmeisterschaft 1961
Die Deutsche Badmintonmeisterschaft 1961 fand vom 1. bis zum 3. April 1961 in St. Ingbert statt.

## Medaillengewinner
| Disziplin    | Gold                                                        | Silber                                                                    | Bronze                                                                     |
| ------------ | ----------------------------------------------------------- | ------------------------------------------------------------------------- | -------------------------------------------------------------------------- |
| Herreneinzel | Jens Wientapper (Hamburger FC 55)                           | Ralf Caspary (1. DBC Bonn)                                                | Jürgen Jipp (VfB Lübeck)                                                   |
| Herreneinzel | Jens Wientapper (Hamburger FC 55)                           | Ralf Caspary (1. DBC Bonn)                                                | Kurt Jendroska (1. BSC Bottrop)                                            |
| Dameneinzel  | Irmgard Latz (Krefelder BC)                                 | Ute Seelbach (BC Düsseldorf)                                              | Anneli Hennen (VfB Lübeck)                                                 |
| Dameneinzel  | Irmgard Latz (Krefelder BC)                                 | Ute Seelbach (BC Düsseldorf)                                              | Ursula Verhoeven (BC Düsseldorf)                                           |
| Herrendoppel | Jürgen Jipp (VfB Lübeck) Manfred Puck (VfB Lübeck)          | Rupert Liebl (MTV München von 1879) Alfred Schwarz (MTV München von 1879) | Dieter Füllbeck (Merscheider TV) Jürgen Koch (Merscheider TV)              |
| Herrendoppel | Jürgen Jipp (VfB Lübeck) Manfred Puck (VfB Lübeck)          | Rupert Liebl (MTV München von 1879) Alfred Schwarz (MTV München von 1879) | Klaus Dültgen (Merscheider TV) Konrad Hapke (Merscheider TV)               |
| Damendoppel  | Anneli Hennen (VfB Lübeck) Bärbel Wichmann (VfB Lübeck)     | Hannelore Schmidt (STC Blau-Weiß Solingen) Irmgard Latz (Krefelder BC)    | Gunhild Scholz (1. BC Beuel) Luise Schmitz (1. BC Beuel)                   |
| Damendoppel  | Anneli Hennen (VfB Lübeck) Bärbel Wichmann (VfB Lübeck)     | Hannelore Schmidt (STC Blau-Weiß Solingen) Irmgard Latz (Krefelder BC)    | Ingrid Haunert (BC Westfalia Herne) Gitti Neuhaus (Merscheider TV)         |
| Mixed        | Dieter Schramm (BC Düsseldorf) Ute Seelbach (BC Düsseldorf) | Konrad Hapke (Merscheider TV) Gitti Neuhaus (Merscheider TV)              | Rupert Liebl (MTV München von 1879) Heidi Reuß (TSV Neuhausen-Nymphenburg) |
| Mixed        | Dieter Schramm (BC Düsseldorf) Ute Seelbach (BC Düsseldorf) | Konrad Hapke (Merscheider TV) Gitti Neuhaus (Merscheider TV)              | Jürgen Sadewater (BSC Rehberge 1945) Christel Bowitz (BSC Rehberge 1945)   |